# 上耶萊尼
上耶萊尼是捷克的城鎮，位於該國北部，距離首府帕爾杜比采22公里，由帕爾杜比采州負責管轄，面積24.48平方公里，海拔高度305米，2006年人口總共1,890。

## 外部連結
- Town website（页面存档备份，存于） (cs)